# Elektrostatisk fluid accelerator
 For alternative betydninger, se EFA.
En elektrostatisk fluid accelerator (EFA) er et apparat, som pumper en fluid såsom luft uden bevægelige dele. I stedet for at anvende roterende blade, som fx i en almindelig ventilator, anvender en EFA et elektrisk felt til at fremdrive ioner fx elektrisk ladede luftmolekyler. Fordi luftmolekyler normalt er neutralt ladede, skal EFAen først skabe ladede molekyler (ioner).
Derfor er der følgende trin i fluid accelerationsprocessen:
- Ionisér luftmolekyler fx via koronaudladning.
- Anvend disse ioner til at skubbe mange flere neutrale molekyler i en ønsket retning.
- Sørg for at plasmaet som forlader EFAen er elektrisk neutralt, så EFAens nettoladning er nul i forhold til omgivelserne.

## Fysiske principper
For at forstå hvordan elektrostatisk fluid acceleration virker, er det nødvendigt at forstå hvordan luftmolekylerne bliver ioniseret og hvordan disse skaber fremdrift.